# Августенборг
Августенборг (дан. Augustenborg) — місто в Данії, регіон Південна Данія, Сендерборзька комуна. Розташований на півдні країни, на острові Альс, біля гирла Альського фйорду, східніше протоки Малий Бельт. Виникло у XVII ст. як призамкове містечко біля Августенбурзького палацу, названого на честь шлезвізької герцогині Августи. Входило до складу герцогства Шлезвіг, яке перебувало під контролем Данії. У 1866—1920 роках належало Німеччині, було повітовим центром Шлезвіг-Гольштейнської провінції. Передане Данії після Шлезвізького плебісциту. Населення — 7,581 особа (1 січня 2020). До 2007 року був центром Августенборзької комуни, яка згодом увійшла до складу Сендерборзької. Населення — 3.222 особи (2020).

## Назва
- Августенборг (дан. Augustenborg; «Августоград») — сучасна данська назва міста; походить від назви палацу, спорудженого на честь шлезвізької герцогині Августи.
- Августенбург (нім. Augustenburg) — історична німецька назва міста.

## Історія
1866 року Августенбург увійшов до складу Пруссії, а 1871 року — до Німецької імперії.
Після поразки Німеччини у Першій Світовій війні країна уклала Версальський договір від 28 червня 1919 року, який вимагав провести на території Шлезвігу плебісцит населення про приналежність до Данії. 10 лютого 1920 року, під наглядом спостерігачів від країн Антанти, відбулося голосування у Північному Шлезвігу. Більшість населення Августенбургу — 52.0% (256 осіб) підтримали входження до Данії. 15 червня того ж року Північний Шлезвіг, включно із містом, увійшов до складу Данії й отримав назву Південна Ютландія. 1921 року було визначено новий дансько-німецький кордон. Августенбург отримав данську назву Августенборг.

## Герб
У синьому щиті срібні перехрещені турнірні списи, з кільцями на кінцях, поміж якими чотири срібні кінські голови.